# راندي تورنر
راندي تورنر (بالإنجليزية: Randy Turner)‏ هو مغني أمريكي، ولد في 25 نوفمبر 1949 في كلادووتر في الولايات المتحدة، وتوفي في 18 أغسطس 2005 بسبب التهاب كبدي والسكري وتشمع الكبد.

## وصلات خارجية
- راندي تورنر على موقع ميوزك برينز (الإنجليزية)
- راندي تورنر على موقع أول ميوزيك (الإنجليزية)
- راندي تورنر على موقع أول ميوزيك (الإنجليزية)
- راندي تورنر على موقع ديسكوغز (الإنجليزية)